# Ібрайсола
Ібрайсо́ла (рос. Ибрайсола, марій. Йыврайсола) — присілок у складі Новотор'яльського району Марій Ел, Росія. Входить до складу Старотор'яльського сільського поселення.

## Населення
Населення — 17 осіб (2010; 6 у 2002).
Національний склад (станом на 2002 рік):
- лучні марійці — 100 %